# Oreopanax sandianus
Oreopanax sandianus är en araliaväxtart som beskrevs av Hermann Harms. Oreopanax sandianus ingår i släktet Oreopanax och familjen Araliaceae. Inga underarter finns listade.